# Chaplin (film)
Chaplin är en brittisk-amerikansk-fransk-italiensk dramafilm från 1992 i regi av Richard Attenborough. Filmen är en biografi över skådespelaren och regissören Charlie Chaplin.

## Om filmen
Chaplin blev nominerad till tre Oscars, bland annat fick Robert Downey Jr. en nominering för bästa manliga huvudroll för rollen som Chaplin.

## Rollista
| Robert Downey Jr.   | – Charles Spencer Chaplin    |
| Geraldine Chaplin   | – Hannah Chaplin             |
| Paul Rhys           | – Sydney Chaplin             |
| John Thaw           | – Fred Karno                 |
| Moira Kelly         | – Hetty Kelly / Oona O'Neill |
| Anthony Hopkins     | – George Hayden              |
| Dan Aykroyd         | – Mack Sennett               |
| Marisa Tomei        | – Mabel Normand              |
| Penelope Ann Miller | – Edna Purviance             |
| Kevin Kline         | – Douglas Fairbanks          |
| Maria Pitillo       | – Mary Pickford              |
| Milla Jovovich      | – Mildred Harris             |
| Kevin Dunn          | – J. Edgar Hoover            |
| Deborah Moore       | – Lita Grey                  |
| Diane Lane          | – Paulette Goddard           |

## Utmärkelser

### Vinster
- BAFTA: Bästa manliga huvudroll (Robert Downey Jr.)

### Nomineringar
- Oscar: Bästa manliga huvudroll (Robert Downey Jr.), Bästa musik (John Barry), Bästa scenografi (Stuart Craig, Chris A. Butler)
- BAFTA: Bästa kostym (John Mollo, Ellen Mirojnick), Bästa makeup (Wally Schneiderman, Jill Rockow, John Caglione, Jr.), Bästa production design (Stuart Craig)
- Golden Globe: Bästa manliga huvudroll - Drama (Robert Downey Jr.), Bästa musik (John Barry), Bästa kvinnliga biroll (Geraldine Chaplin)